# 方氏蹄盖蕨
方氏蹄盖蕨（学名：Athyrium fangii）为蹄盖蕨科蹄盖蕨属下的一个种。

## 扩展阅读
- 維基物種上的相關：方氏蹄盖蕨